# Roger Matura

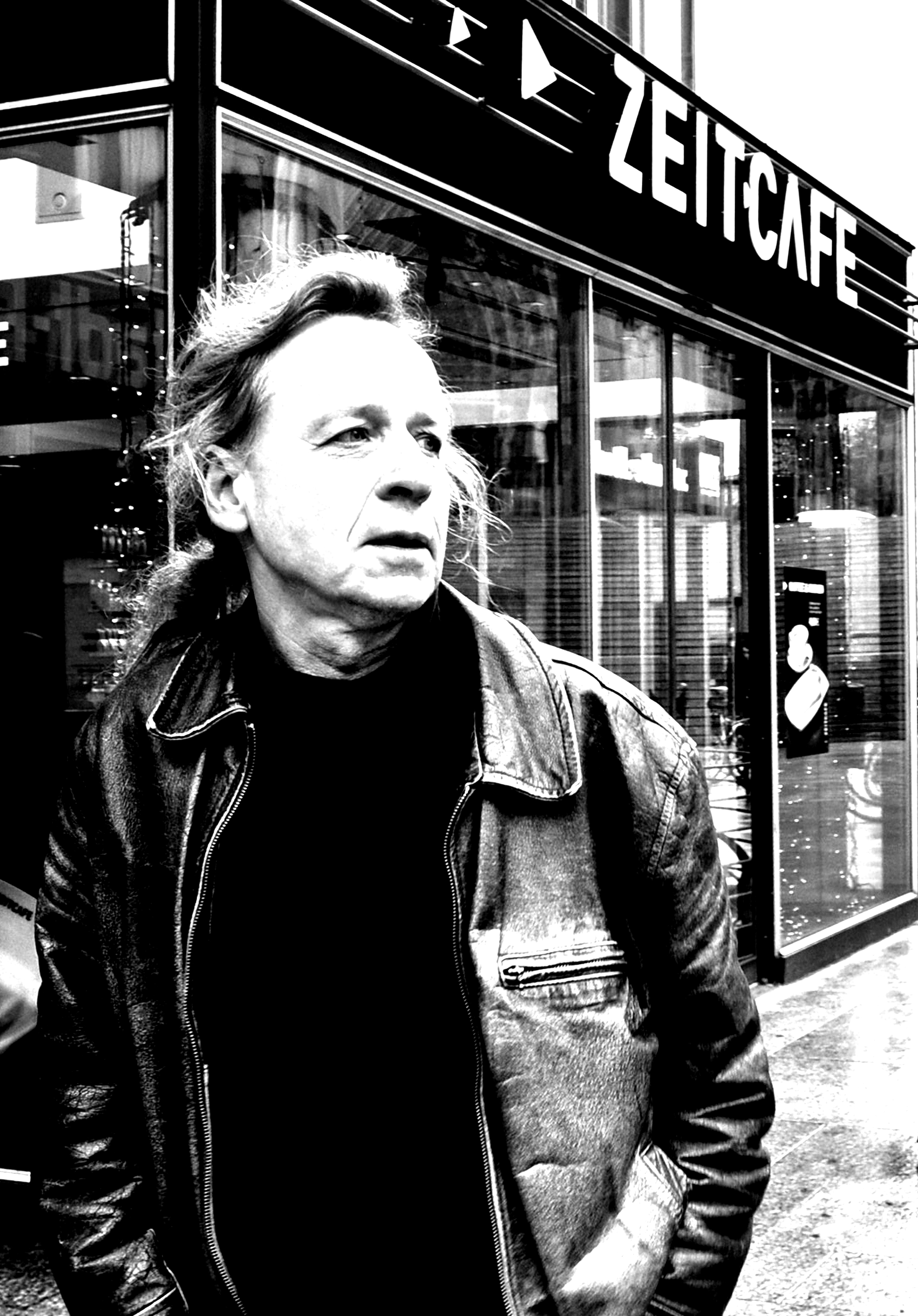
Roger Matura In Köln, Januar 2012

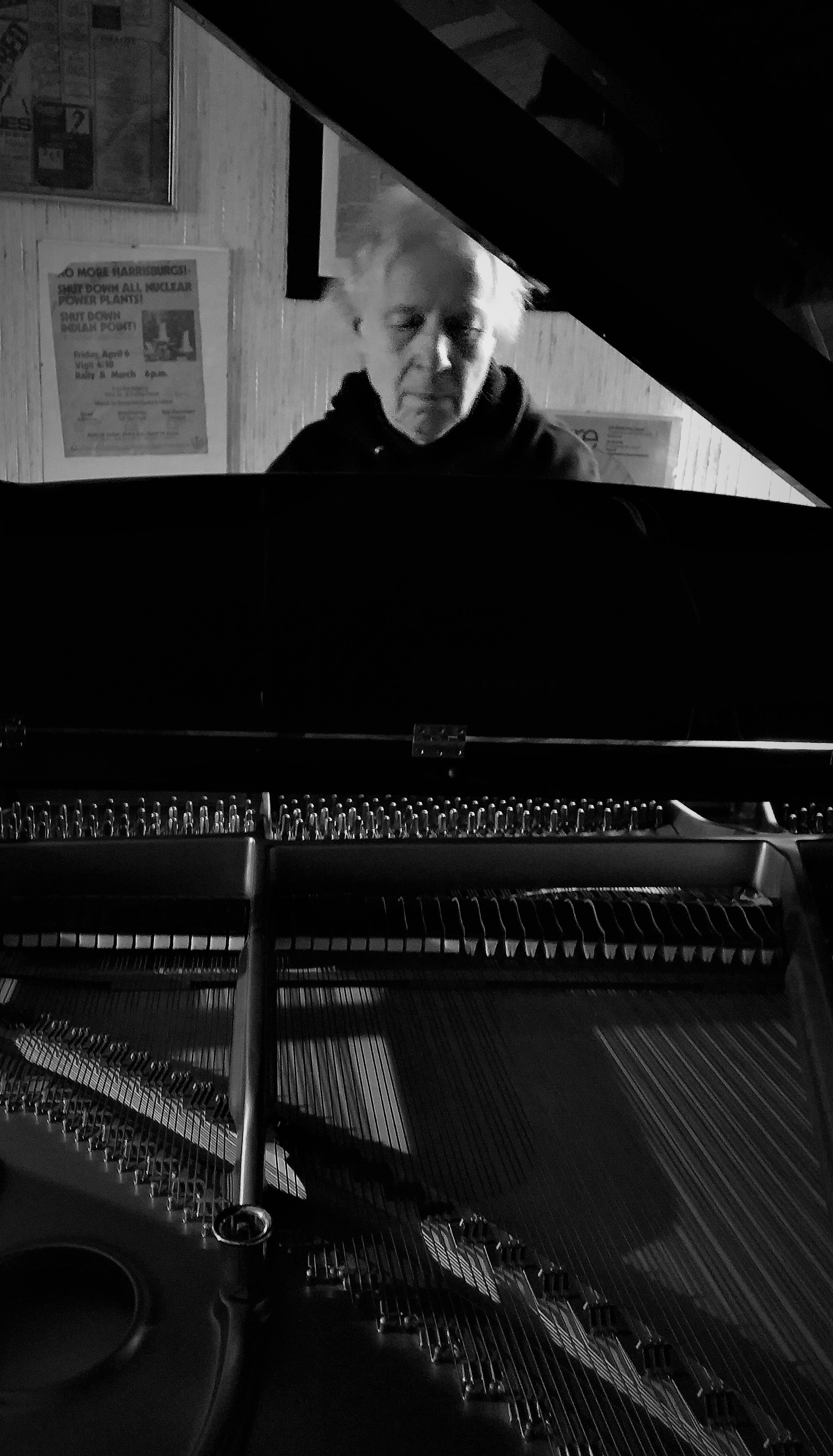
Roger Matura - Take On The Giants - Grand Piano - 9. Februar 2021

Roger Matura (* 11. Dezember 1953 in Gelsenkirchen) ist ein deutscher Multiinstrumentalist, Singer-Songwriter, sowie  Folk- und Rockmusiker.

## Leben
Als Kind einer Bergmann-Familie zog Roger Matura im Alter von zehn Jahren mit seinen Eltern in den Essener Stadtteil Katernberg um. Bereits im Alter von elf spielte er anlässlich von Familienfeiern und lokalen Festen in Bands. Die Schulausbildung brach er ab, um zunächst für zwei Jahre auf der „Kokerei Zollverein“ in Essen zu arbeiten. Später machte er jedoch das Abitur nach und studierte im Anschluss Sozialwissenschaften.
Nach dem Studium ging Matura 1978 nach New York, um sich dort als Folksänger zu versuchen. Er spielte zunächst als Straßensänger im Greenwich Village und in anderen Stadtteilen, konnte sich jedoch als ernst zu nehmender Musiker im „Big Apple“ etablieren. In den folgenden Jahren folgten immer wieder kürzere oder längere Aufenthalte in den USA. Seine Fähigkeiten als Sänger und Gitarrist führten in der Folge zu drei Alben auf dem Label Folkways Records von Moses Asch.
Ab Ende der Achtziger machte sich der Sänger und Gitarrist mit seinen CD-Einspielungen, Konzerten und Compilations-Beiträgen auch in der deutschen Folk-Szene einen Namen. 1988 und 1990 erschienen bei Hotcon Records The WDR Tapes 1984–1988 und Night of the falling stars. Es folgte die CD Blue Shadows mit teilweise Folk-, teilweise Rock-beeinflusstem Songmaterial. Neben eingängig-rockigen Stücken wie Be rough, be cool (on Urban Junge Streets) und Cajun-Folk wie in Under the Cajun Moon enthielt das Album mit Ruhrpottnächte, Wind im Gesicht und In der Hitze der Nacht auch drei deutschsprachige Titel. Bei Kritik und Publikum gut an kamen insbesondere Industriestadt – tot von 1997 sowie die Doppel-CD On Folkways von 1998. Live in Thessaloniki dokumentierte 1999 ein vom Goethe-Institut veranstaltetes Konzert in der griechischen Hafenstadt. Seine Fähigkeiten als Multiinstrumentalist präsentierte der Folkmusiker und Songwriter 2005 auf dem Album Time Traveller. Die großteils aus Instrumentalkompositionen bestehende CD enthielt lediglich zwei gesungene Stücke – den Dido-Hit White Flag und den Carole-King-Klassiker Will You Still Love Me Tomorrow. Auf dem Rest des zwischen Jazz und Folk changierenden Albums präsentierte Matura seine diversen Fähigkeiten als Multiinstrumentalist. Als bislang letztes Album erschien Ende Oktober 2006 die CD-Box The Return of the CaveMan / auf wiedersehn zukunft!? Während die ersten beiden CDs dieser Werkschau alte und neue Stücke enthalten, gesungen teils in Englisch, teils in Deutsch, offeriert die als Bonus-Disk konzipierte dritte CD Cover-Versionen bekannter Stücke der Rock-’n’-Roll- und Beat-Ära.
Die meiste Zeit seiner Karriere arbeitete der Sänger und Musiker im Hauptberuf als Sozialarbeiter. Er wohnt aktuell im Großraum Köln. Bei mehreren Gelegenheiten hat sich Matura gegen die von einigen deutschsprachigen Künstlern wie zum Beispiel Heinz Rudolf Kunze geforderte Quotenregelung zugunsten deutscher Liedtexte im Rundfunk ausgesprochen. Begründung: Für das Airplay solle nicht die Sprache einer Musik das Kriterium sein, sondern vielmehr die musikalische Qualität.

## Stil und Kritiken
Als maßgebliche Einflüsse auf seine Musik führt Matura einige Größen aus den 1960ern und 1970ern auf: John Lennon, Rod Stewart, Steve Marriott, Bruce Springsteen und Bob Dylan. Als Grund gibt er an, dass er mit dieser Musik eben aufgewachsen sei. Obwohl Songs, Habitus sowie die auf Independent-Labels erschienenen Produktionen eine Einordnung im Bereich Alternative Country nahelegen würden, wird der gebürtige Gelsenkirchener in diesem Kontext selten aufgeführt. Erschwert wird die Einordnung des „Ruhrpott-Dylans“ durch die Texte, welche in der Regel in Englisch, immer wieder jedoch auch in deutscher Sprache verfasst sind. Die heisere Stimme erinnert gelegentlich – vor allem in einigen deutschen Songs – an Herbert Grönemeyer. Die fest in Folk-Roots verwurzelte, jedoch auch Blues-, Rock- und Jazz-Elemente einbeziehende Spielweise sowie der Gesang weisen Ähnlichkeiten auf mit dem deutschen Folkgitarristen und Sänger Werner Lämmerhirt. Andere vergleichbare Musiker findet man vor allem in den USA – wie zum Beispiel den Kalifornier Dave Alvin oder den aus Des Moines in Iowa stammenden Kelly Pardekooper.
Das Online-Magazin Jazzdimensions fühlte sich anlässlich der 2005 erschienenen CD Time Traveller erinnert an einen „sanften Tom Waits, dem der Zorn langsam abhanden kommt“. Das Musikmagazin Gitarre & Bass bezeichnete Roger Matura noch Anfang 2004 als den „ewigen Geheimtipp“. Das Viva Lifestyle Portal schließlich konstatierte dem Folk- und Country-Musiker in einer Rezension von Time Traveller „Lagerfeuer-Spirit, Virtuosität und kaugummiweiche Relaxtheit“.

## Diskografie

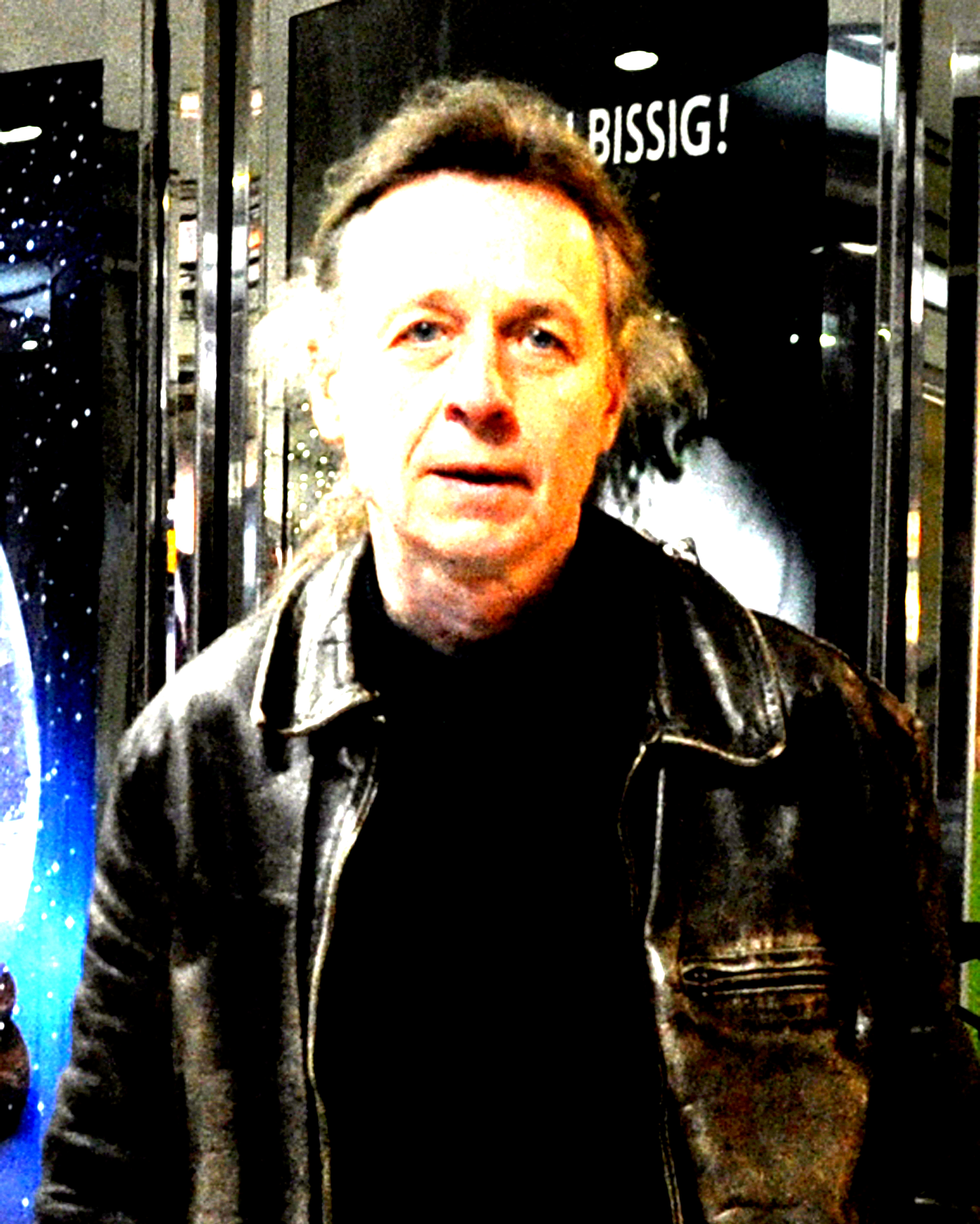
Roger Matura In Köln, Januar 2012

### Alben
- 1979: No More Nukes
- 1980: Times Are Gonna Get Harder
- 1981: The Outrage Grows
- 1988: The WDR Tapes 1984–1988
- 1990: Night Of The Falling Stars
- 1992: Blue Shadows
- 1996: On Folkways
- 1997: Industriestadt–Tot / Gnadenlos Sentimental
- 1999: Abandoned
- 1999: Live In Thessaloniki
- 2001: Captain Moonlight & Little Miss Bronté
- 2001: Schokoguß & Vanilleeis
- 2005: Time Traveller
- 2006: The Return Of The Caveman / Auf Wiedersehn Zukunft!?
- 2007: No More Nukes
- 2007: Times Are Gonna Get Harder
- America America - Roger Matura - März 2021 2007: The Outrage Grows

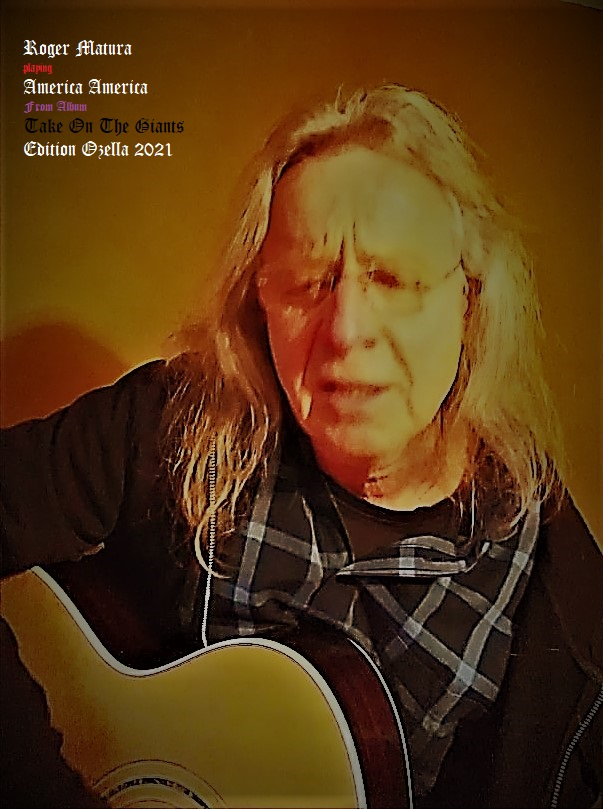
America America - Roger Matura - März 2021

- 2009: Follow Me Down To Chesil Bay
- 2011: World Gone Wrong
- 2015: Blue Stone Motel
- 2021: Take On The Giants
- 2021: Time On Earth
- 2021: Roter Mohn

### Beiträge zu Compilations und Sonstiges
- Lili Marleen auf dem Sampler Lili Marleen an allen Fronten (2005; 7-CD-Box; Bear Family Records)
- Time is a River: Das Stück wurde am 24. April 2005 in dem WDR-Dokumentarfeature Deutsch-polnische Beziehungen. 60 Jahre nach Kriegsende gespielt.

## Rezeption
- This Band with an unlikely name and unlikely origins may be the best debut in the contemporary folk field since the 60’s. Like Phil Ochs and Tom Paxton, the Band adeptly handles both gentle reflective pieces and more hard-hitting political numbers like the title track and the tragic and explicit „Nicaragua“ … J.P. „Rocking Chair“ USA 1979
- „… maybe they are prophets of the Eighties after all. It’s something I guess, to have folk music showing some sort of social concern again…“ Colin Irwin/Melody Maker Juni 1980
- „…engagierte, harsche politsongs auf die harte Tour..“ Stern 27. Mai 1981
- „… ein Singer/Songwriter wird entdeckt …“ ZDF aspekte August 1981
- „… jenseits aller Trends und Moden …“ Audio Februar 1983
- „… hätten deutsche Musiker das ökonomische Durchsetzungsvermögen ihrer amerikanischen Kollegen, gälte der Liedermacher Roger Matura längst als deutscher Bob Dylan oder Tom Waits …“ Dr. Thomas Rothschild. In: Frankfurter Rundschau, 24. Oktober 1992
- „… ein Geheimtipp über all die Jahre, der nirgends so recht reinpasst – ein Fremder im eigenen Land …“ Dr. Thomas Rothschild. In: Frankfurter Rundschau, 7. Dezember 1996
- „… wütende Anklagen, wehmütige Erinnerungen – widersprüchlich, gewöhnungsbedürftig und ungeheuer spannend …“ Weserkurier Oktober 1997
- „… Songs atmen die anrührende Melancholie des Asphalt-Romantikers, Dämonen der Finsternis – ein Meisterwerk …“ Allgemeine Zeitung Mainz Januar 1998
- „… ein Deutscher Wirrkopf aus dem Ruhrpott – ein bisschen Bob Dylan, der relaxte Biß von JJ Cale und ganz viel eigenes …“ Siegfried Schmidt-Joos/SFB „Aufgelesen“ 10. November 1999
- „… Matura beschränkt sich musikalisch auf’s Wesentliche, verlässt sich auf die faszinierende Zerbrechlichkeit seiner Stimme und sein traumwandlerisches Gespür für Melodien …“ Norbert Sonderfeld/Jazz Thing Juni ’99
- „… Roger Matura schreibt zornige und zärtliche Lieder und singt sie auf hinreißend eigenwillige Weise… sozialkritische Asphaltlyrik … Wut und Melancholie …da weiß einer mit Sprache umzugehen … der Titelstück ‚Industriestadt – tot‘ klingt wie Bob Dylan’s ‚Subterrenean Homesick Blues‘ …“ Fritz Werner Haver/Frankfurter Allgemeine Zeitung 4. Juni 1999
- „… Asphaltlyriker … fesselnd die Aussagekraft seiner zerbrechlichen, rauchigen Stimme, faszinierend sein Gespür für Melodien… Lieder von immenser emotionaler Kraft …“ Claus Christoph Eicher/Münchener Abendzeitung Januar 2000
- „… mußte ihm schon unheimlich sein müssen immer wieder mit den ganz Großen der Musikbranche in einem Atemzug genannt zu werden…feinfühlig, voller Melancholie und Sehnsucht, aber auch voller Wut, sowie seiner unverwechselbaren Reibeisenstimme …“ Olaf Klein/Frankfurter Neue Presse 8. Oktober 2001